# Trine Bentzen (luchadora)
Trine Gjesti Bentzen (3 de julio de 1973) es una deportista noruega que compitió en lucha libre. Ganó una medalla de bronce en el Campeonato Mundial de Lucha de 1990, en la categoría de 50 kg.

## Palmarés internacional
| Campeonato Mundial | Campeonato Mundial | Campeonato Mundial | Campeonato Mundial |
| Año                | Lugar              | Medalla            | Categoría          |
| ------------------ | ------------------ | ------------------ | ------------------ |
| 1990               | Luleå (Suecia)     | Medalla de bronce  | 50 kg              |